# Orchomene diamesus
Orchomene diamesus är en kräftdjursart. Orchomene diamesus ingår i släktet Orchomene och familjen Lysianassidae. Inga underarter finns listade i Catalogue of Life.